# Aristobul al II-lea

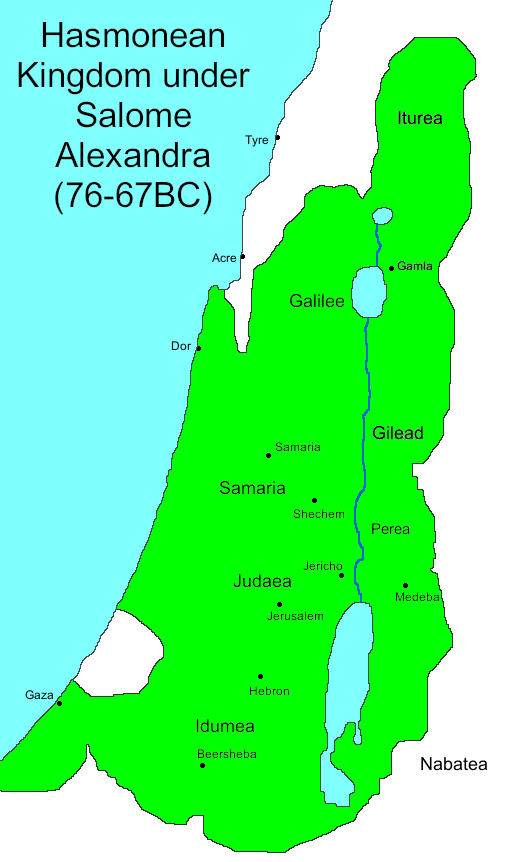
Regatul Hasmonean sub Aristobul al II-lea

Aristobul al II-lea (în ebraică אריסטובולוס השני - Aristobulos Hashení; în greacă Αριστόβουλος Β΄, transliterat: O Aristóboulos o deutheros; n. 100 î.Hr. – d. 49 î.Hr.) a fost un mare preot evreu și rege al Iudeei din 66 î.Hr. până în 63 î.Hr. A făcut parte din dinastia hasmoneilor.

## Familie
Aristobul a fost fiul cel mic al lui Alexandru Ianai, rege și mare preot, și al Salomeei Alexandra. După moartea lui Alexandru în 76 î.Hr., văduva lui i-a succedat la conducerea Iudeei și l-a instalat pe fiul ei mai mare Hircan al II-lea ca mare preot. Atunci când Salomeea a murit în 67 î.Hr., Hircan a devenit, de asemenea, și rege. 
Aristobul a împărtășit opiniile tatălui său cu privire la religie și politică. El a conceput modele de administrare a țării, încă din timpul vieții mamei lui. A avut relații apropiate cu nobilimea și cu militarii și a devenit un protector al saducheilor, aducând cauza lor în fața reginei. Multe cetăți pe care regina le-a pus la dispoziția saducheilor, aparent pentru apărarea lor împotriva fariseilor, au constituit, în realitate, centre în care au avut loc mișcări pregătitoare pentru uzurparea domniei de către Aristobul. Regina a căutat să-i dirijeze zelul lui militar în afara Iudeei și l-a trimis (70-69) să lupte împotriva lui Ptolemeu Mennaeus; atunci când expediția a eșuat, Aristobul și-a reluat intrigile politice. El a plecat din Ierusalim în secret și s-a adresat prietenilor lui, care stăpâneau un număr mare de așezări fortificate, cu intenția de a declanșa un război împotriva mamei sale. Dar regina a murit în acel moment critic, iar Aristobul și-a îndreptat acțiunile împotriva fratelui său, Hircan, moștenitorul legitim al tronului.

## Rebeliunea
Hircan a încercat să aibă relații bune cu saducheii la fel ca tatăl său, Alexandru Ianai. Aristobul s-a răzvrătit împotriva sa. Din cauza acestui conflict, fariseii s-au trezit într-o poziție vulnerabilă.
Regele Hircan a pornit împotriva lui Aristobul în fruntea unei oștiri format din mercenari și din susținătorii săi. Confruntarea armată a avut loc lângă Ierihon, unde mulți dintre soldații lui Hircan au trecut de partea lui Aristobul și au contribuit în acest fel la victoria acestuia din urmă. 
Hircan s-a refugiat în cetatea Ierusalimului, dar capturarea templului de către Aristobul l-a forțat   să se predea. S-a încheiat atunci o înțelegere prin care Hircan a renunțat la tron și la funcția de mare preot, dar a continuat să se bucure de veniturile aduse de această ultimă poziție.
Acest acord nu a durat însă deoarece Antipater Idumeeanul l-a convins pe Hircan că Aristobul plănuia să-l ucidă și l-a făcut să-i ceară ajutor lui Aretas al III-lea, regele nabateenilor. O armată nabateeană formată din 50.000 de soldați a înaintat către Ierusalim și a asediat orașul timp de mai multe luni.

## Intervenția romanilor
În această vreme, generalul roman Pompei a învins în luptă oștile Regatului Pont și ale Imperiului Seleucid. El l-a trimis pe adjunctul său Marcus Aemilius Scaurus să ocupe Siria Seleucidă.
Din moment ce hasmoneii erau aliați ai romanilor,  frați adversari Aristobul si Hircan, au apelat amândoi la Scaurus, trimițându-i daruri și încercând să-l câștige de partea lor. Scaurus, mișcat de un dar de 400 de talanți, a decis să-l sprijine pe Aristobul și i-a poruncit regelui nabatean Aretas să-și retragă armata. În timpul retragerii lor, nabateenii au suferit o înfrângere zdrobitoare în luptele cu oștile lui Aristobul. 
Când Pompei a sosit în Siria în anul 63 î.Hr., cei doi frați și un al treilea grup care dorea înlăturarea dinastiei hasmoneilor i-au trimis delegați, dar generalul roman a amânat decizia în favoarea unuia sau a celuilalt. Până la urma el l-a favorizat pe Hircan al II-lea, care era mai slab cu firea, în fața lui Aristobul al II-lea, considerându-l pe cel dintâi un aliat mai de nădejde al Imperiului Roman.
Pompei a învins oștirile evreiești în mai multe bătălii și a ocupat cetățile din Iudeea. Aristobul și fii săi, Alexandru și Antigon, au fost capturați în anul 63 î.Hr. Aristobul, care nu avea încredere în intențiile lui Pompei, s-a adăpostit în cetatea Alexandrium, dar când romanii i-au învins din nou oștirea, el s-a predat și s-a angajat să-i ajute să ocupe Ierusalimul. Deoarece  mulți oamenii săi au refuzat să deschidă porțile orașului, romanii au asediat și capturat cetatea, producând mari pagube atat orașului cât și Templului. Hircan a fost repus în funcția de mare preot, dar nu a mai avut autoritate politică.
Aristobul a evadat în anul 57 î.Hr., instigând la revoltă împotriva romanilor, dar a fost silit de Aulus Gabinius, consulul provinciei romane Siria, să se retragă la Machaerus. Marc Antoniu, comandantul cavaleriei lui Gabinius, a condus o expediție împotriva cetăților stăpânite de Aristobul și i-a înfrânt oștile.
Luat prizonier, Aristobul a fost pus în libertate de către Iulius Cezar în anul 49 î.Hr. cu scopul de a răscula Iudeea împotriva lui Pompei. Aristobul se afla în drum spre Iudeea împreună cu fiul său, Alexandru, când a fost deodată otrăvit de un om al lui Pompei. Fiul său, Alexandru, a fost decapitat în Antiohia de către comandantul roman Scipio.
Celălalt fiu al său, Antigon, a condus și el o revoltă împotriva Romei, cu ajutorul parților, și în anul 40 î.Hr a devenit rege și mare preot sub numele de Antigon al II-lea Mattathias (Antigonos Matityahu) dar a fost învins și ucis de romani în 37 î.Hr.